# Kammspitze
Kammspitze är en bergstopp i Österrike.   Den ligger i distriktet Liezen och förbundslandet Steiermark, i den centrala delen av landet, 200 km väster om huvudstaden Wien. Toppen på Kammspitze är 2 102 meter över havet, eller 17 meter över den omgivande terrängen. Bredden vid basen är 0,13 km.
Terrängen runt Kammspitze är varierad. Närmaste större samhälle är Bad Aussee, 16,7 km nordväst om Kammspitze. 
I omgivningarna runt Kammspitze växer i huvudsak blandskog. Runt Kammspitze är det ganska glesbefolkat, med 25 invånare per kvadratkilometer.